# ケネト・フェルメール
ケネト・フェルメール（Kenneth Vermeer, 1986年1月10日 - ）は、オランダ・北ホラント州アムステルダム出身のサッカー選手。元オランダ代表。メジャーリーグサッカー・FCシンシナティ所属。ポジションはゴールキーパー。スリナム系オランダ人である。

## 経歴

### クラブ
当初はフィールドプレーヤーであったが、ユース時代の比較的遅くにキーパーに転向した。FC Blouw-Wit Amsterdamに所属していた時、AFCアヤックスにキーパーとしてスカウトされ、アヤックスの下部組織で成長。2006-07シーズン、UEFAカップ1回戦・IKスタルト戦セカンドレグで途中出場してトップチームデビューした。2007年2月、アヤックスとの契約を2010年6月まで延長した。マールテン・ステケレンブルフとデニス・ヘンテナールがレギュラー奪取の厚い壁として立ちはだかり、2007-08シーズンはヴィレムIIにレンタル移籍。マイケル・アーツが負傷したため、エールディヴィジデビューを飾った。アーツが復帰した後もポジションを守り、アーツがアヤックス戦後に再び負傷したためシーズン終了までヴィレムIIのゴールを守った。
2008年夏にアヤックスに復帰し、再びステケレンブルフとヘンテナールに次ぐ第3GKとなった。しかし、ヘンテナールを追い越して第2GKの地位を確立すると、9月にステケレンブルフが負傷したために、SCヘーレンフェーン戦でアヤックスの選手としては初めてエールディヴィジの試合に出場。アヤックスは2-5で敗れたが、フェルメールのプレーは上々であった。ウィンターブレークまでの全試合に出場し、マルコ・ファン・バステン監督に良い印象を残した。春先にステケレンブルフが復帰したが、ファン・バステン監督は調子の上がらないステケレンブルフではなくフェルメールをレギュラーで起用し続けた。しかし、2009年夏にマルティン・ヨル監督が就任すると、再びステケレンブルフがレギュラーとなり、2009-10シーズンはリーグ戦1試合に出場したのみだった。2010年夏にはアキレス腱に重傷を負い、2011年4月に復帰するまで2010-11シーズンを丸々棒に振った。
年末にはヨル監督が辞任してフランク・デ・ブール監督が就任。ステケレンブルフが負傷したため、ヘラクレス・アルメロ戦では先発出場し、シーズンの残り試合にも出場して30回目のリーグ優勝に貢献した。
2011年夏にステケレンブルフがASローマに移籍し、オランダ代表歴を持つヤスパー・シレッセンが加入したが、フェルメールが正ゴールキーパーとなった。11月のFCユトレヒト戦で6失点するなど、失点が多く雑な試合が続いたが、後半戦に立ち直って14連勝を記録。失点数2位でのエールディヴィジ2連覇を達成した。同シーズンのUEFAチャンピオンズリーグでは、特に11月22日にアウェーで行われたオリンピック・リヨン戦でキレを見せて完封した。ただ2013-14シーズンはポカが目立つようになり、シレッセンにポジションを譲っている。
2014年夏の移籍市場でアヤックスから低額の移籍金での移籍を認められたことで、数あるオファーの中からフェイエノールトを選択、9月1日に4年契約でサインした。フェイエノールト･ユース出身のエルヴィン･ムルデルのポジションを犠牲にする宿敵からの移籍という形に不安視される声もあったが、フェルメールは自らのパフォーマンスで見事に答えを出し、若い守備陣に信頼感を与え、フェイエノールトをより良いチームにしてみせ、リーグ戦で6試合連続無失点というクラブ記録も達成。Voetbal Internationalによってシーズン前半のベストプレイヤーに選ばれた。
2015-2016シーズンのフェルメールは不安定なチームの中でただ一人シーズンを通して高いパフォーマンスを維持して度々チームを救うセーブを見せ、ジルフェーレン・スヒューンを獲得した。
2020年1月15日、ロサンゼルスFCと契約した。
2021年5月7日、FCシンシナティに移籍した。

### 代表
2005年にはU-20オランダ代表として自国開催のFIFA U-20ワールドカップに参加した。正GKとして試合に出場したが、準々決勝でU-20ナイジェリア代表に1-1（PK戦9-10）で敗れた。なお、PK戦では自身PKを決めている。2006年と2007年にはU-21オランダ代表としてUEFA U-21欧州選手権に出場して2連覇した。2008年にはU-23オランダ代表として北京オリンピックに出場した。
2012年11月14日、ドイツとの親善試合でオランダA代表デビューした。

## タイトル

### クラブ
- AFCアヤックス

エールディヴィジ (4) : 2010-11, 2011-12, 2012-13, 2013-14
KNVBカップ (3) : 2005–06, 2006–07, 2009–10
ヨハン・クライフ・スハール (4) : 2005, 2006, 2007, 2013
- フェイエノールト

エールディヴィジ :　2016-17
KNVBカップ :　2015-16
ヨハン・クライフ・スハール :　2018
- クラブ・ブルッヘ

ジュピラー・プロ・リーグ :　2017-18

### 代表
- U-21オランダ代表

UEFA U-21欧州選手権 (2) : 2006, 2007

## 個人成績
2016年8月28日時点
| クラブ            | シーズン | リーグ           | 国内リーグ | 国内リーグ | 国内カップ | 国内カップ | 欧州カップ | 欧州カップ | その他 | その他 | 通算 | 通算 |
| クラブ            | シーズン | リーグ           | 出場       | 得点       | 出場       | 得点       | 出場       | 得点       | 出場   | 得点   | 出場 | 得点 |
| ----------------- | -------- | ---------------- | ---------- | ---------- | ---------- | ---------- | ---------- | ---------- | ------ | ------ | ---- | ---- |
| アヤックス        | 2005–06  | エールディヴィジ | 0          | 0          | 0          | 0          | 0          | 0          | 0      | 0      | 0    | 0    |
| アヤックス        | 2006–07  | エールディヴィジ | 0          | 0          | 0          | 0          | 1          | 0          | 0      | 0      | 1    | 0    |
| アヤックス        | 2008–09  | エールディヴィジ | 22         | 0          | 1          | 0          | 8          | 0          | -      | -      | 29   | 0    |
| アヤックス        | 2009–10  | エールディヴィジ | 1          | 0          | 0          | 0          | 0          | 0          | -      | -      | 1    | 0    |
| アヤックス        | 2010–11  | エールディヴィジ | 6          | 0          | 1          | 0          | 0          | 0          | 0      | 0      | 7    | 0    |
| アヤックス        | 2011–12  | エールディヴィジ | 33         | 0          | 0          | 0          | 8          | 0          | 1      | 0      | 42   | 0    |
| アヤックス        | 2012-13  | エールディヴィジ | 30         | 0          | 0          | 0          | 8          | 0          | 1      | 0      | 39   | 0    |
| アヤックス        | 2013-14  | エールディヴィジ | 10         | 0          | 4          | 0          | 1          | 0          | 1      | 0      | 16   | 0    |
| アヤックス        | 2014-15  | エールディヴィジ | 1          | 0          | 0          | 0          | 0          | 0          | 1      | 0      | 2    | 0    |
| アヤックス        | 通算     | 通算             | 103        | 0          | 6          | 0          | 26         | 0          | 4      | 0      | 139  | 0    |
| ヴィレムII (Loan) | 2007–08  | エールディヴィジ | 16         | 0          | 1          | 0          | -          | -          | -      | -      | 17   | 0    |
| フェイエノールト  | 2014-15  | エールディヴィジ | 30         | 0          | 1          | 0          | 8          | 0          | 2      | 0      | 41   | 0    |
| フェイエノールト  | 2015-16  | エールディヴィジ | 34         | 0          | 6          | 0          | 0          | 0          | -      | -      | 40   | 0    |
| フェイエノールト  | 2016-17  | エールディヴィジ | 2          | 0          | 0          | 0          | 0          | 0          | 0      | 0      | 2    | 0    |
| フェイエノールト  | 通算     | 通算             | 66         | 0          | 7          | 0          | 8          | 0          | 2      | 0      | 83   | 0    |
| 総通算            | 総通算   | 総通算           | 199        | 0          | 14         | 0          | 34         | 0          | 6      | 0      | 253  | 0    |

### 試合数
| 年   | 代表国   | 出場 | 得点 |
| ---- | -------- | ---- | ---- |
| 2012 | オランダ | 1    | 0    |
| 2013 | オランダ | 3    | 0    |
| 2014 | オランダ | 0    | 0    |
| 2015 | オランダ | 1    | 0    |
| 通算 | 通算     | 5    | 0    |